# 袖ヶ江
袖ヶ江（そでがえ）は、石川県七尾市の地名である。

## 概要
七尾港（七尾南湾の南岸）に面し、七尾市役所が所在地であるほか青柏祭、七尾祇園祭、七尾港まつりが開催される七尾市の中心地である。

## 歴史
七尾城、小丸山城の城下町であり、北前船の中継基地として栄えた。

## 町名・町内会
| 町名     | 町内会         |
| -------- | -------------- |
| 府中町   | 川渕通         |
| 府中町   | 浜通           |
| 府中町   | 立丁通         |
| 府中町   | 女郎浜通       |
| 府中町   | 七軒町通       |
| 作事町   | 作事町         |
| 相生町   | 相生町         |
| 橘町     | 橘町           |
| 塗師町   | 塗師町         |
| 今町     | 今町           |
| 袖ヶ江町 | 袖ヶ江町       |
| 川原町   | 川原町         |
| 鍛冶町   | 鍛冶町         |
| 湊町     | 湊町一丁目     |
| 湊町     | 湊町二丁目東部 |
| 湊町     | 湊町二丁目西部 |
| 郡町     | 郡町東部       |
| 郡町     | 郡町西部       |
| 矢田新町 | 矢田新町       |

## 施設

### 公共施設
- 袖ヶ江公民館
- 七尾市役所
- 七尾マリンパーク
- 七尾みなとふれあいスポーツセンター

### 教育施設
- 七尾市立山王小学校[1]
- 七尾市立袖ヶ江保育園
- 七尾みなと保育園

### 商業施設
- 中央通り商店街
- どんたく新鮮館・東部店
- 東部商店街（トンチンカン共和国）
- 能登食祭市場

### その他
- 印鑰神社
- 大地主神社[1]
- 金刀比羅神社
- 第1消防団
  - 袖ヶ江分団
  - 矢田新分団
- 七尾鹿島労働福祉会館

## 交通
バス
- 北鉄能登バス
- 七尾市コミュニティバス

## 選出議員
七尾市議
- 杉本忠一（無所属、10期）
- 山崎智之（無所属、3期）